# Kratviol
Kratviol (Viola riviniana), ofte skrevet krat-viol, er en 5-20 cm høj urt, der vokser i skove og krat. Kratviol ligner skovviol, men et kendetegn er f.eks. farven på blomstens spore, der er hvidlig eller i det mindste lysere end kronbladene. Hos skovviol er sporen violet og mørkere end kronbladene. De to arter kratviol og skovviol er forbundet ved talrige mellemformer.

## Beskrivelse
Kratviol er en flerårig urt med en rosetdannende vækst. Stænglerne er opstigende og bærer nogle få blade. Både blade og stængler er helt glatte eller i hvert fald kun svagt hårede. Bladene er spredtsiddende og hjerteformede med bugtet rand. Oversiden er klart grøn, mens undersiden er lysegrøn.
Blomstringen sker i april-maj. Blomsterne sidder på særlige stængler, og de er blegblå med en tyk, hvidlig spore og veludviklede, kvadratiske vedhæng på de øvre bægerblade. Frugterne er kapsler med få frø. Arten danner – ud over de beskrevne, normale blomster – også kleistogame, selvbestøvende blomster hen på sommeren. Frugterne har myrespredning.
Rodnettet er kraftigt og trævlet.
Højde x bredde og årlig tilvækst: 0,30 x 0,30 m (30 x 30 cm/år). Planten breder sig en smule ved hjælp nedliggende stængler, som slår rod.

## Voksested
Planten forekommer i skove og egekrat og undertiden også på overdrev og i klitter. Den er almindelig i de fleste egne, dog sjælden i Vestjylland.
I Dyndeby Kær på Bornholm findes arten sammen med bl.a. alm. fredløs, kattehale, alm. rajgræs, bidende ranunkel, engrapgræs, fløjlsgræs, gul fladbælg, lav ranunkel, leverurt, lysesiv, mannasødgræs, smalbladet kæruld og vandmynte.

## Etymologi
Artsnavnet riviniana hædrer den tyske botaniker de:August Quirinus Rivinus (1652–1723).

## Billeder
- Tegning af Elly Waterman
- A: kratviol - B: hundeviol 
 Fra sv:Nordens Flora
- Blad

- Blomst forfra
- Blomst fra siden